# ماتياس اوتريت
ماتياس اوتريت (1 مارس 1991 في فرنسا - ) (بالفرنسية: Mathias Autret)‏ هو لاعب كرة قدم فرنسي في مركز الوسط. شارك مع منتخب فرنسا تحت 19 سنة لكرة القدم. أما مع النوادي، فقد لعب مع نادي بريست ونادي كاين ونادي لانس ونادي لوريان.

## وصلات خارجية
- ماتياس اوتريت على موقع رابطة كرة القدم الفرنسية للمحترفين (الإنجليزية)
- ماتياس اوتريت على موقع قاعدة بيانات كرة القدم.إي يو (الإنجليزية)
- ماتياس اوتريت على موقع ليكيب (الفرنسية)
- ماتياس اوتريت على موقع Soccerway.com (الإنجليزية)
- ماتياس اوتريت على موقع عالم كرة القدم.نت (الإنجليزية)
- ماتياس اوتريت على موقع AS.com (الإسبانية)